# Крах: дні знищення
Крах: дні знищення (Meltdown: Days of Destruction) — американський науково-фантастичний телефільм 2006 року.

## Про фільм
Незважаючи на попередження вченого, його бос продовжує експеримент, призначений для реклами супутникової фірми — відбувається вибух астероїда. Він розколюється, і найбільший шматок, розміром з Ісландію, змінює курс на Землю.
Шматок астероїда відхиляється, але настільки близько, що зміщує курс планети — ближче до Сонця, спричиняючи швидке екстремальне нагрівання
Натан попереджає сестру, тележурналістку, а вона свого хлорця, поліцейського детектива Тома. Він приводить доньку Кім з колишнім хлопцем Сі Джея та її матір, медсестру Бонні. Натан пропонує політ на арктичну метеостанцію. Том керує небезпечною поїздкою до аеропорту, оскільки всюди на горить пожежа, люди борються за воду, транспорт і панує мародерство.

## Знімались
| Актор               | Роль      |
| ------------------- | --------- |
| Каспер ван Дін      | Том       |
| Вінсент Гейл        | Натан     |
| Стефані фон Пфеттен | Карлі     |
| Венус Терцо         | Бонні     |
| Аманда Крю          | Кімберлі  |
| Грег Андерсон       | Мік       |
| Білл Доу            | Ольсен    |
| Патриція Дрейк      | медсестра |